# Ягодне (Магаданська область)
Ягодне (рос. Ягодное) — селище міського типу, адміністративний центр Ягоднинського району Магаданської області.
Населення — 3912 осіб (2014).

## Географія
Географічні координати: 62°31' пн. ш. 149°37' сх. д. Часовий пояс — UTC+10.
Відстань до обласного центру, міста Магадан, становить 523 км. Через село протікають річки Дебін і Верхній Ат-Урях.

## Історія
1934 року на місце теперішнього селища прибула група фахівців гірничої справи, які займалися пошуком корисних копалин у даному районі. Згодом почалося заселення Колими в'язнями, які спочатку використовувалися у розбудові нового поселення і прокладенні до нього автодороги з Магадану.
Планомірне будівництво селища почалося в другій половині 1935 року. На початку 1936 року з'явилася перша вулиця — Центральна.
У травні 1937 року завершилося будівництво моста через Колиму поблизу селища Дебін. 1938 року на березі річки Дебін побудована вітамінна фабрика, яка виробляла екстракт з хвої стланика.
У 1949–1957 роках у селищі розміщувалося управління виправно-трудового табору Сєвлаг, табірного підрозділу, що діяв у структурі Дальстрой. Максимальна кількість ув'язнених могла досягати 15 800 осіб.
Інтенсивна розбудова Ягодного почалася в 1950-х роках. За цей період з'явилися двоповерховий готель, дитячий садок, а також будинок культури з залом на 360 місць, лекційним залом, бібліотекою.
Статус селища міського типу — з 1953 року.
1971 року в населеному пункті введена в експлуатацію нова середня школа на 1230 місць.

## Населення
Чисельність населення за роками:
| 1959 | 1970 | 1979 | 1989  | 2002 | 2010 |
| ---- | ---- | ---- | ----- | ---- | ---- |
| 5721 | 8088 | 9392 | 11024 | 5050 | 3707 |

## Культура
30 жовтня 1994 року краєзнавцем Іваном Панікаровим у селищі був створений музей пам'яті жертв політичних репресій «Пам'ять Колими». В експозиції та архіві музею знаходиться фотографії колишніх ув'язнених, залишків таборів, знаряддя праці і предмети табірного побуту ув'язнених, їхні особисті речі, оригінали справ та інші експонати.
У 2004 році в Ягодному встановлено меморіал слави.

## Відомі люди
Уродженці:
- Власенко Сергій Юрійович (нар. 1966) — актор.
- Висоцький Ігор Якович (нар. 1953) — боксер-важковаговик, майстер спорту міжнародного класу.
- Першина Ольга Інокентіївна (нар. 1955) — фолк-рок співачка, поетеса, письменниця.
- Шевчук Юрій Юліанович (нар. 1957) — рок-музикант.

Інші:
- Арбеніна Діана Сергіївна (нар. 1974) — рок-музикант, провела дитинство в Ягодному.
- Базавлуцький Сергій Семенович (нар. 1949) — російський підприємець та меценат українського походження, директор ТОВ «Артіль старателів „Кривбас“».
- Дашкевич Дмитро В'ячеславович (нар. 1981) — лідер незареєстрованого опозиційного білоруського руху «Молодий Фронт». Провів дитинство в Ягодному.
- Демант Пітер Сигизмундович (1918–2006) — письменник, мемуарист і громадський діяч. Прожив у Ягодному 23 роки після звільнення за амністією.
- Шаламов Варлам Тихонович (1907–1982) — письменник і поет, один з провідних представників так званої «табірної теми». Був судимий в Ягідному в 1943 році.